# Prisão de Sugamo

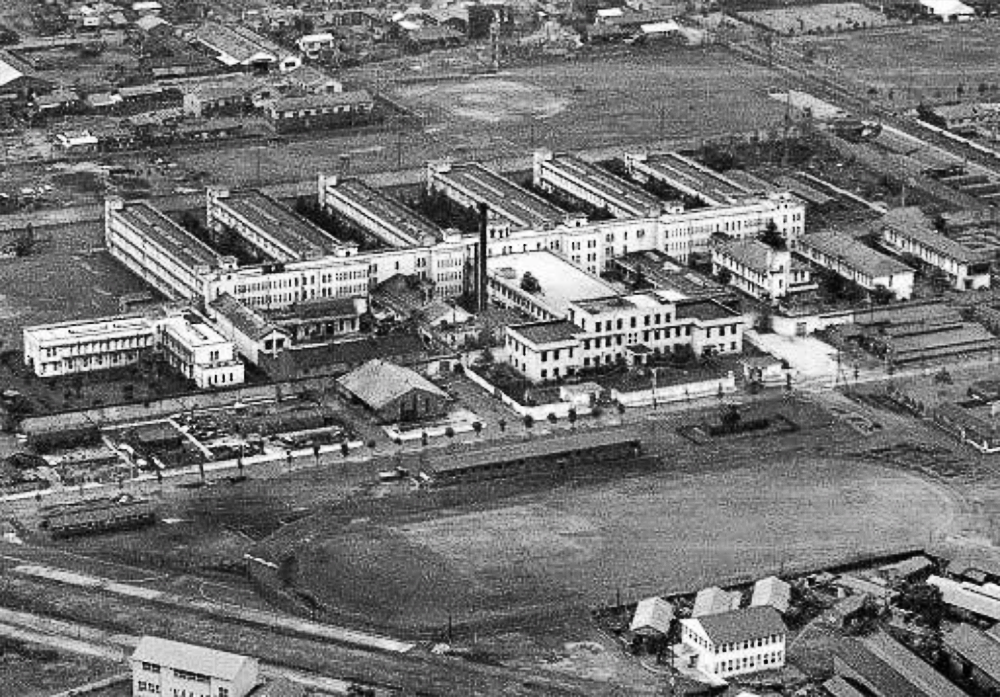
Prisão de Sugamo, 1949

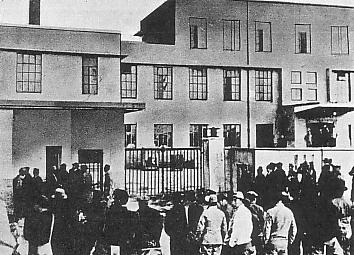
Prisão de Sugamo

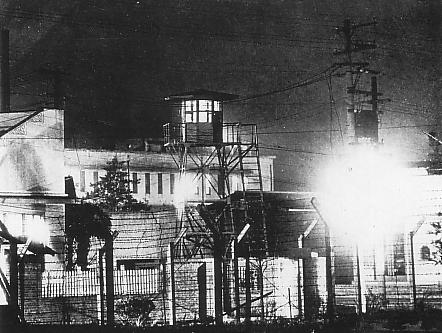
Prisão de Sugamo em 22 de Dezembro de 1948

Sugamo (Sugamo Kōchi-sho, Kyūjitai: 巢鴨拘置所, Shinjitai: 巣鴨拘置所) foi uma prisão em Tóquio, construída na década de 1920 para prisioneiros políticos, tendo como modelo as prisões da Europa. Encontrava-se localizada no distrito de Ikebukuro, o qual faz parte atualmente da divisão de Toshima, de Tóquio. Durante a Segunda Guerra Mundial, muitos comunistas e outros dissidentes enquadrados nas Leis de Preservação da Paz foram encarcerados em Sugamo.
Sugamo foi a prisão onde ficaram Tsunessaburo Makiguti e Jossei Toda, líderes da Soka Kyoiku Gakkai (Sociedade Educacional de Criação de Valores), entre 1943 e 1945. Makiguti faleceu em 18 de novembro de 1944 na prisão.
A prisão não foi danificada durante o bombardeio a Tóquio durante a Segunda Guerra Mundial e o Supremo Comando das Forças Aliadas tomou controle das instalações durante a ocupação do Japão para abrigar suspeitos de crimes de guerra enquanto aguardavam julgamento pelo Tribunal Militar Internacional para o Extremo Oriente. Após a conclusão do julgamento, a prisão de Sugamo foi utilizada para encarcerar alguns dos condenados e foi o local de execução de sete internos sentenciados à morte por enforcamento em 23 de dezembro de 1948.
O complexo original tinha apenas 2,43 hectares (aproximadamente 6 acres) de tamanho. A construção de cercas exteriores expandiu as instalações para o dobro do tamanho original. A prisão era operada pelo Oitavo Exército dos Estados Unidos, apesar da real operação ser realizada por funcionários japoneses. Havia aproximadamente 2500 militares em serviço na prisão, embora não mais de 500 de cada vez. A prisão foi operada pelas forças militares americanas no período de dezembro de 1945 a maio de 1952. A prisão abrigou mais de 2 000 criminosos de guerra japoneses durante sua operação.
Os prisioneiros comiam comida japonesa preparada por funcionários japoneses e servida pelos próprios prisioneiros. Houve ocasiões em que o Primeiro-ministro do Japão Hideki Tojo (destituído) serviu comida para todos os demais prisioneiros classe "A". Alguns dos vegetais servidos nas refeições eram produzidos na própria prisão.
Após o término da ocupação do Japão, a prisão de Sugamo passou para o controle do governo civil japonês. Muitos dos criminosos de guerra remanescentes foram perdoados pelo governo. Em 1971, devido a deterioração das estruturas, a prisão foi fechada.
Em 1978, o edifício mais alto em Tóquio, o arranha-céus Sunshine 60, foi construído no lugar da prisão. Tudo que resta para lembrar a prisão é uma pedra, que se encontra na sombra do Sunshine 60, na qual está gravado em japonês "Reze pela paz eterna".